# Parchovany
Parchovany (em húngaro: Parnó) é um município da Eslováquia, situado no distrito de Trebišov, na região de Košice. Tem 23,14 km² de área e sua população em 2018 foi estimada em 1.945 habitantes.

## Demografia
| Ano:        | 1994 | 2004   | 2014   | 2024   |
| ----------- | ---- | ------ | ------ | ------ |
| Broj ljudi: | 1752 | 1916   | 1922   | 2001   |
| Razlika:    |      | +9,36% | +0,31% | +4,11% |

| Ano:               | 2023 | 2024   |
| ------------------ | ---- | ------ |
| Número de pessoas: | 1971 | 2001   |
| Diferença:         |      | +1,52% |